# Moses Lake
Moses Lake är en ort (city) i Grant County, Washington, USA. Det är den största orten i Grant County.
I Moses Lake finns en fabrik för tillverkning av kolfiberförstärkt plast (CFRP) som drivs av de tyska företagen SGL Group och BMW.